# El Dorado (película de 1988)
El Dorado es una película española de 1988 dirigida por Carlos Saura.

## Argumento
Los conquistadores españoles siguen buscando la leyenda de El Dorado. Un legendario reino de abundantes minas de oro y de riquezas inimaginables. 
Un grupo de 300 españoles, junto a decenas de esclavos e indios, guiados por el gobernador Pedro de Ursúa (Lambert Wilson), parten descendiendo por el río Marañón. Con cada paso que dan en las inhóspitas selvas del Nuevo Mundo encuentran un nuevo peligro. Entre los españoles está Lope de Aguirre (Omero Antonutti), un aguerrido, ambicioso e inmisericorde soldado que viaja acompañado de su hija mestiza, Elvira (Inés Sastre).
Ursúa no es un hombre popular entre la tropa; su personalidad introvertida y la atención que le dedica a su amante mestiza, Inés (Gabriela Roel), hace que cada vez más hombres se opongan a su mando. A medida que la expedición se vuelve más y más dificultosa, algunos hombres sugieren regresar al Perú, pero Ursúa se niega. Poco después, Ursúa le revela a su amigo Fernando de Guzmán (Eusebio Poncela) que está muy enfermo, y que encontrará El Dorado cueste lo que cueste.
Tras llegar a un pueblo, varios de sus hombres, entre los que se encuentra Lope de Aguirre, se amotinan y asesinan a Ursúa. Hacen una proclama en la que confiesan su traición y deciden nombrar nuevo jefe de la expedición al propio Guzmán. Lope de Aguirre, que no cree sus objetivos satisfechos, comienza a conspirar contra sus compañeros amotinados. Pronto encabezará a un grupo de hombres que proclaman su renuncia al rey de España, Felipe II, y declaran a Guzmán como nuevo príncipe del Perú. Guzmán, que ahora depende por completo de Aguirre, no tiene más remedio que aceptar.
Descendiendo por el río Orinoco, Aguirre es persuadido por la antigua amante de Ursúa, Inés, que Guzmán y sus colaboradores están conspirando contra él. Tras llegar a un poblado, Aguirre elimina a los colaboradores de Guzmán y a este mismo. Inés también será eliminada después por orden de Aguirre, quien se autoproclama príncipe de Perú, Tierra Firme y Chile, enviando una carta al rey Felipe II en términos insultantes; en la proclama se declara la supresión de la esclavitud y la igual condición de todos los hombres en su «reino».
Continuando el descenso por el Orinoco, Aguirre comienza a enfermar de fiebres y a sufrir delirios. En uno de ellos se observa cómo asesina a su hija Elvira, lo que se convertirá en un sueño premonitorio.

## Reparto
- Omero Antonutti - Lope de Aguirre
- Lambert Wilson - Ursúa
- Eusebio Poncela - Guzmán
- Gabriela Roel - Inés
- Inés Sastre - Elvira
- José Sancho - La Bandera
- Patxi Bisquert - Pedrarías
- Francisco Algora - Llamoso
- Féodor Atkine - Montoya
- Abel Vitón - Henao
- Francisco Merino - Alonso Esteban
- Mariano González - Zalduendo
- Gladys Catania - Juana
- Alfredo Catania - Vargas
- Gustavo Rojas - Carrión
- Álvaro Marenco - Sargento

## Extras
- Freedy Antonio Pizarro Sánchez
- Yaimar Juneykell de los ángeles Azofeifa Filipo IV de Belén
- Helenick Antonio Segunda Venida de Los Ángeles Calderón Figueres
- Alexandra clérigo de Almendros Demmitt Naranjo

## Producción
Con 1000 millones de pesetas (unos 6 millones de euros) fue la película española con el mayor presupuesto hasta entonces. La filmación se realizó en Costa Rica.

## Premios

### Goyas 1988
| Categoría                     | Persona                            | Resultado  |
| ----------------------------- | ---------------------------------- | ---------- |
| Mejor musical original        | Alejandro Massó                    | Candidato  |
| Mejor fotografía              | Teo Escamilla                      | Candidato  |
| Mejor montaje                 | Pedro del Rey                      | Candidata  |
| Mejor dirección artística     | Terry Pritchard                    | Candidato  |
| Mejor dirección de producción | Víctor Albarrán                    | Candidato  |
| Mejor diseño de vestuario     | Terry Pritchard Maritza González   | Candidatos |
| Mejor maquillaje y peluquería | José Antonio Sánchez Paquita Núñez | Candidatos |
| Mejor sonido                  | Gilles Ortion                      | Candidato  |
| Mejores efectos especiales    | Reyes Abades                       | Candidata  |